# Europaturm
L'Europaturm (Torre dell'Europa) è una torre di trasmissione inaugurata nel 1979 a Francoforte e, con 337 m, in altezza è la seconda più alta della Germania dopo la Fernsehturm a Berlino.